# SkyShowtime
SkyShowtime é um serviço europeu de streaming e vídeo sob demanda, de propriedade conjunta entre a Comcast e Paramount Global. O serviço foi lançado em 20 de setembro de 2022 em regiões onde a Sky Group não opera seus serviços de satélite e cabo. Seus conteúdos são produções dos estúdios da Universal, DreamWorks, Sky, Nickelodeon, Showtime e Paramount Pictures, contando também com o conteúdo de outros streamings, como o Peacock e Paramount+.

## História
Em 18 de agosto de 2021, Comcast e Paramount Global anunciaram a formação de uma empresa conjunta, para lançar um novo serviço de streaming de vídeo sob demanda que estaria disponível em mais de 20 mercados europeus. O serviço poderia estar disponível em 90 milhões de lares, incluídos mercados naEspanha, Polónia, Portugal, Países Baixos e os países nórdicos. SkyShowtime estruturou-se com investimento equitativo e controle conjunto de Paramount Global e Comcast.
Em 11 de janeiro de 2022, Monty Sarhan foi nomeado CEO de SkyShowtime.
O serviço foi lançado nos países nórdicos no dia 20 de setembro de 2022, onde substituiu o Paramount+ operado anteriormente. Chegou aos Países Baixos e Portugal em 25 de outubro de 2022.Em 14 de dezembro de 2022, SkyShowtime ficou disponível na Bósnia e Herzegóvina, Bulgária, Eslovénia, Sérvia, Croácia, Montenegro e Kosovo. SkyShowtime foi lançado no dia 14 de fevereiro de 2023 no resto de Europa Central e do Leste (incluindo a Hungria e Polónia, onde substituiu o serviço SVOD operado antes da Paramount+, conhecido como Paramount Play em Polónia).Por fim, houve seu lançamento na Espanha e Andorra, no dia 28 de fevereiro de 2023, incorporando-se posteriormente seus conteúdos como parte dos pacotes mais caros do operador de televisão espanhol Movistar Plus+, no início de 2024.
Em 10 de janeiro de 2023, SkyShowtime anunciou a aquisição de 21 séries com selo original da HBO Max, produzidas na Europa, que foram desenvolvidas inicialmente para a plataforma de streaming e os canais de televisão da HBO nos países nórdicos, Espanha e Europa Central e do Leste.Ao todo, as séries adquiridas somam mais de 150 horas de programação original local. A programação esteve disponível após que Warner Bros. Discovery, como parte de sua reestruturação posterior à fusão, decidiu deixar de produzir conteúdo original nos países nórdicos, Europa central e oriental e os Países Baixos.A maioria dos shows já estavam em produção ou já tinham sido terminados.Novos programas que nunca tinham estreado na HBO fizeram parte do acordo e foram catalogados como SkyShowtime Originals, incluídos “ID” (Finlândia e Suécia), “The Winner” (Chequia e Eslováquia) e “Warszawianka” (Polónia). SkyShowtime também estreará a segunda temporada de “Por H ou Por B” (Espanha), cuja primeira temporada também estará no serviço.Em seu primeiro ano, SkyShowtime estreou dez séries originais, incluídas quatro adquiridas como parte do acordo com HBO.
Além do serviço de streaming, SkyShowtime também conta com canais de televisão linear em algumas das regiões onde o serviço está disponível. Nos países nórdicos estão disponíveis dois canais, herdados do Paramount+, canal linear lançado na Espanha em 15 de janeiro de 2024, exclusivo do operador de televisão espanhol Movistar Plus+ e dois canais em Rumania lançados em 25 de abril de 2024 exclusivos de Digi.
Em 16 de fevereiro de 2024, foi anunciado que SkyShowtime teria um aumento de preço no dia 23 de abril em todos seus territórios, exceto na Polónia, enquanto no mesmo dia lançaria uma versão de nível publicitário, cujo preço reduziria ou manteria em comparação com o valor original do serviço, dependendo da região.

## Conteúdo
O SkyShowtime conta com as ficções da franquia Lei e Ordem, séries do selo Showtime como American Gigolo, e as produções com o selo de Taylor Sheridan para Paramount Network e Paramount+ como Yellowstone, Tulsa King, Bosé (série de televisão) e Frasier 2023 entre outras.
Relativo a cinema, o serviço inclui filmes da Paramount Pictures e Universal Pictures como Top Gun: Maverick, Jurassic World Dominion, Minions: The Rise of Gru, O Homem do Norte, Sing 2, Trolls World Tour, Sonic 2, The Lost City, Downton Abbey: A New Era, Nop!, Belfast, Ambulância - Um Dia de Crime e The Bad Guys.
- Além disso, inclui todos os conteúdos produzidos ou distribuídos por:
  - Paramount Global
  - Paramount Pictures
  - Universal Pictures
  - United International Pictures
  - DreamWorks
  - Nickelodeon
  - Showtime
  - Comcast
  - NBCUniversal
  - Sky Studios
  - Viacom
  - CBS
  - Alguns filmes, séries, documentárias, etc. de outras produtoras e revendedor à margem destas.

## Lançamento
| Data de lançamento      | País               |
| ----------------------- | ------------------ |
| 20 de setembro de 2022  | Dinamarca          |
| 20 de setembro de 2022  | Finlândia          |
| 20 de setembro de 2022  | Noruega            |
| 20 de setembro de 2022  | Suécia             |
| 25 de outubro de 2022   | Países Baixos      |
| 25 de outubro de 2022   | Portugal           |
| 14 de dezembro de 2022  |                    |
| Bósnia e Herzegovina    |                    |
| Bulgária                |                    |
| Croácia                 |                    |
| Eslovênia               |                    |
| Montenegro              |                    |
| Sérvia                  |                    |
| 14 de fevereiro de 2023 | Eslováquia         |
| 14 de fevereiro de 2023 | Hungria            |
| 14 de fevereiro de 2023 | Kosovo             |
| 14 de fevereiro de 2023 | Macedônia do Norte |
| 14 de fevereiro de 2023 | Polónia            |
| 14 de fevereiro de 2023 | Chéquia            |
| 14 de fevereiro de 2023 | Roménia            |
| 14 de fevereiro de 2023 | Albânia            |
| 28 de fevereiro de 2023 | Espanha            |
| 28 de fevereiro de 2023 | Andorra            |